# Герб Валківського району
Герб Ва́лківського райо́ну — офіційний символ територіальної громади Валківського району Харківської області. Затверджений 7 травня 2003 р. рішенням VII сесії XXIV скликання Валківської районної ради [Архівовано 12 вересня 2011 у Wayback Machine.].

## Опис
В основі герба району — давній герб м. Валки: перетятий чотирикутний, із заокругленими нижніми кутами і загостренням в основі геральдичний щит з золотою облямівкою. У почесній частині щита на зеленому полі покладені елементи символу Харківської області (перехрещені золотий ріг достатку та кадуцей, жезл якого теж золотий, а крила і змії — срібні); в середній частині щита на блакиті покладені три плоди сливи.
З обох боків щит обрамлений рослинним орнаментом: грона червоної калини, які є одним із народних символів України; вінком із 20 зелених дубових листочків, що вказують на кількість місцевих територіальних громад у районі; золоті колоски хлібних злаків — ознака розвинутого Валківського землеробства.
У голові щита покладені: стилізована золота шестерня — символ високотехнологічного сільськогосподарського виробництва, а також фрагмент нафтогазової вишки, що вказує на значні поклади нафти і газу та промисловий розвиток видобувної галузі в районі.

## Використання герба
Чинним Положенням про герб району регламентовано, що цей символ може розміщуватися на будинках та у приміщеннях органів місцевої виконавчої влади та органів місцевого самоврядування — в районній раді, районній державній адміністрації, місцевих радах району, зображуватися на бланках ділових паперів.
Для використання герба Валківського району у святкових оформленнях, для рекламно — сувенірної, друкованої продукції треба отримати спеціальний дозвіл, який надається головою районної ради.